# Actophilornis
Actophilornis és un gènere d'ocells de la família dels jacànids que habiten en zones humides d'Àfrica i Madagascar.

## Llistat d'espècies
S'han descrit 2 espècies:
- jacana africana (Actophilornis africanus).
- jacana de Madagascar (Actophilornis albinucha).